# Sausage Butterfly Pasta Festa
Sausage Butterfly Pasta Festa（そーせーじばたふらいぱすたふぇすた）は、吉本芸人を含む4人による青春パンク・ロックバンド。愛称は、「SBPF」。
2007年、2丁拳銃主催の音楽ライブ「曲者(まがいもの)」で解散し、2010年3月活動再開した。

## メンバー
- 大村朋宏(トータルテンボス) - ヴォーカル
- 樅野太紀(元チャイルドマシーン)  - ギター
- 藤田憲右(トータルテンボス) - ベース
- 宗田義久 - ドラムス

## ディスコグラフィー
アルバム
- SBPF（2003年10月15日発売）
- あすなろ（2004年7月21日発売）
- 句読点（2005年8月10日発売）

シングル
- 落書き（2004年6月23日発売）
- 少年バタフライ（2005年3月10日発売）
- とっかえっこ（2005年7月20日発売）